# La Cañada Flintridge
La Cañada Flintridge est une ville située dans le comté de Los Angeles, dans l'État de Californie, aux États-Unis. Au recensement de 2000, sa population était de 20 318 habitants. La commune abrite le Jet Propulsion Laboratory.

## Géographie
La Cañada Flintridge est située au nord de Los Angeles.
Selon le Bureau de Recensement, elle a une superficie de 22,4 km2.

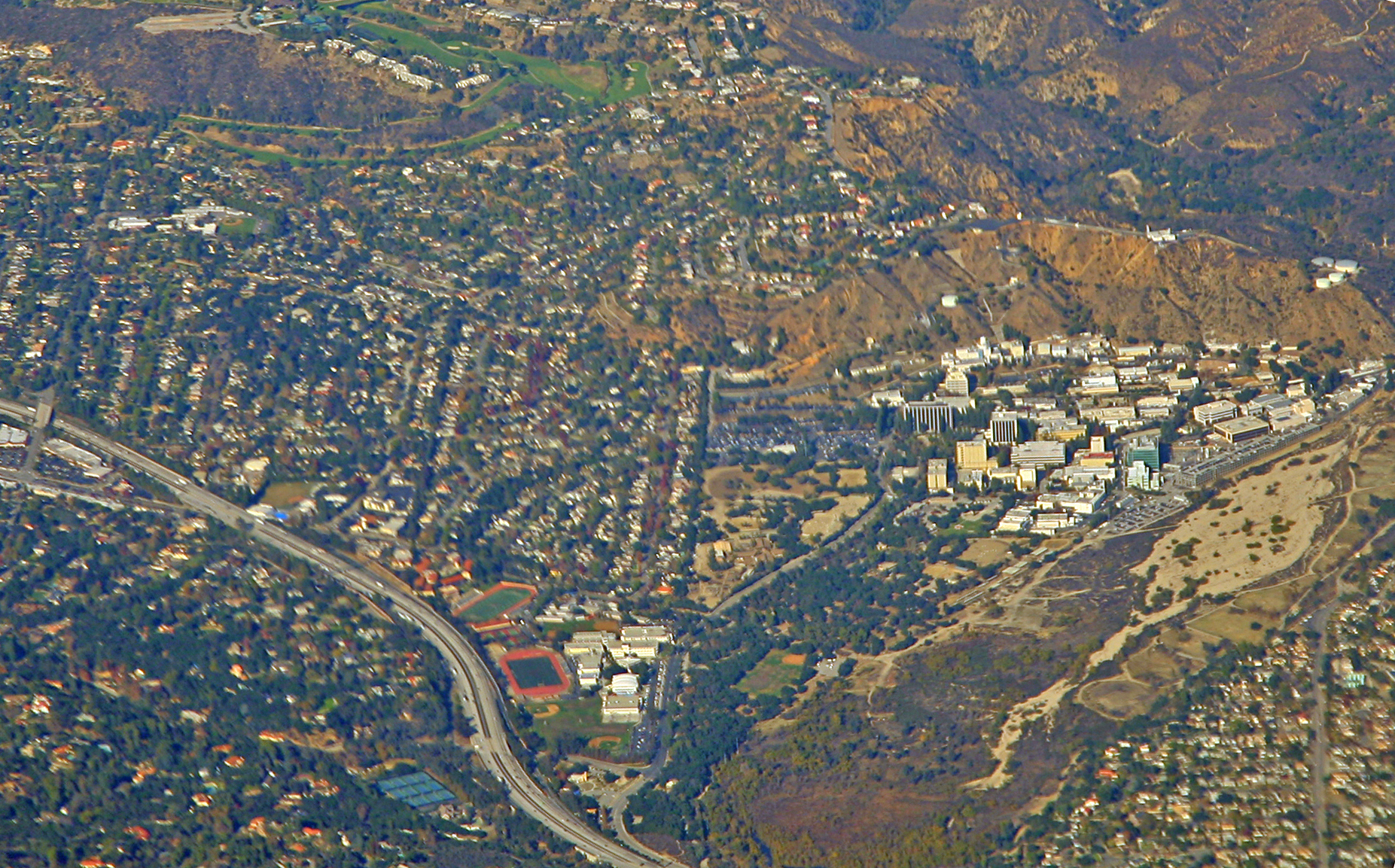
La Cañada Flintridge, le Foothill Freeway, et, à droite, le Jet Propulsion Laboratory (2014)

## Démographie
| 1960   | 1970   | 1980   | 1990   | 2000   | 2010   |
| ------ | ------ | ------ | ------ | ------ | ------ |
| 18 338 | 20 652 | 20 153 | 19 378 | 20 318 | 20 246 |

## Jumelages
Villanueva de la Cañada (Espagne)

## Personnalités
- Nik Turley, joueur de baseball y est né en 1989

## Histoire
Durant l'époque espagnole, la région était connue sous le nom de Rancho La Cañada, ou le Ranch de la Gorge. Avant son incorporation en municipalité en 1976, la ville était composée de deux communautés, La Cañada et Flintridge (flint signifiant "silex" et ridge "crête" soit mot à mot la "crête de silex").